# Direktsändning

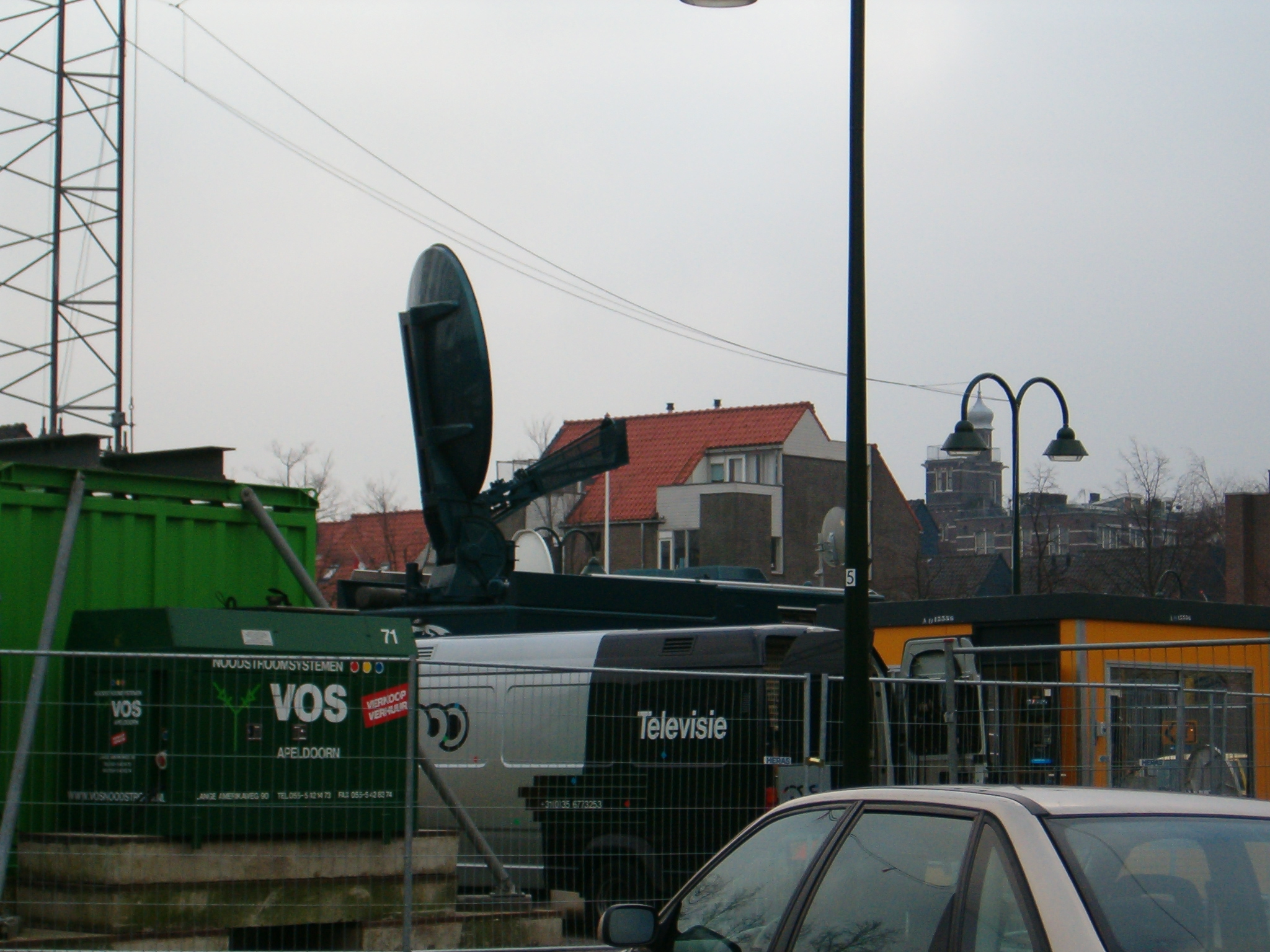
Utrustning för direktsändning.

Direktsändning är radio- eller TV-sändning i realtid, utan mellanliggande inspelning.
Några programgenrer som ofta sänds direkt är nyheter, sport och evenemang.
Direktsändning kan vara fördröjd ett antal sekunder på grund av tekniska hinder. Den kan också vara självmant fördröjd i några sekunder eller minuter. Skälen till detta ska kunna vara möjligheter till censur av olämpliga incidenter (som Nipplegate), eller kommersiell fördröjning för att locka tittare till den kanal som sänder direkt.